# Urker
Urker (în kazahă Үркер, Úrker; în rusă Уркер) este un grup pop - folk kazah înființat în 1994. Membrii grupului au călătorit pe plan internațional în Germania, Franța, Turcia, Turkmenistan și Statele Unite ale Americii.

## Membri
Trupa este formată din Aydos Saghat și Rustam Musin. Aydos Saghat (Aйдос Сағат) este cântărețul trupei, clapetist și compozitor, el a studiat la un conservator în tinerețe, dar inițial a visat să devină dirijor mai degrabă decât compozitor. Rustam Musin (Рустам Мусин) este chitaristul trupei Urker, el nu are o educație muzicală profesionistă și inițial a obținut o diplomă de inginer.

## Istorie și dezvoltare
Urker s-a format în 1994; principalul vocalist și compozitor Aydos Saghat a declarat că a fost inspirat să formeze grupul inspirat de cei de la The Beatles. Au înregistrat primul lor album în 1997; în 2001, piesa lor Nauryz a câștigat premiul Golden Disk, reflectând creșterea popularității lor. Muzica lor combină melodiile folclorice tradiționale kazahe și ritmurile moderne pop. Din cincisprezece videoclipuri muzicale produse până în 2005, paisprezece au fost filmate în Kazahstan; numai unul, Tugan Elim, a fost înregistrat în străinătate, la Tașkent, în Uzbekistan. Videoclipul lor Arman din 2007, filmat în colaborare cu cântăreața tătară Rezeda Galimova, a fost înregistrat în Hong Kong. Saghat a afirmat că tehnicile lor vizuale și cinematografice sunt puternic influențate de muzicianul britanic Peter Gabriel. În aprilie 2007, Urker a călătorit la New York City pentru  a cânta în direct la Centrul Lincoln la celebrarea sărbătorii Nowruz; într-un interviu după întoarcerea în Kazahstan, Saghat a declarat că Urker va lansa un nou album.

## Discografie
- Ansarym, 1997[5]
- Toi Bastar, 1998[5]
- Urker, 2001[5]
- Made in Kazakhstan, 2002[6]
- The best of Urker, 2004[6]
- Tolgau, 2008